# 月に賭ける
『月に賭ける』（原題: Venture to the Moon）はアーサー・C・クラークの6篇のSF短編小説シリーズ。それぞれの話はどれも米ソ英による共同有人月探査ミッションについて書かれている。1956年にロンドンのイヴニング・スタンダードに掲載された。クラーク短編集「天の向こう側」に収録されている。

## あらすじ
スタート・ライン
The Starting Line
人類初となる有人月探査ミッションは米ソ英による共同ミッションとなった。地球軌道上で3カ国のロケットが組み立てられ、同時に出発することになっていたが、英国隊の隊長である「私」にある内々の指示が届く。それは予定時刻よりも1周分早く出発し、他国より先に月に降り立て、というものだった。
ロビンフッド教授
Robin Hood FRS
無事月に降り立ったメンバー達。しかし地球からの無人補給機が登頂不可能な丘の上に着陸してしまい、何とかして登山用ロープを頂上まで届けなければならない。幸いなことに、隊員の1人であるロビンフッド教授はアーチェリーの名手だった。
みどりの指
Green Fingers
ソ連の植物学者が単独行動で何かを行っている姿が度々目撃されていた。ある日その学者が行方不明になり、帰還信号にも応答しない事態が発生する。探索隊が彼の死体を発見するが、同時にある物も発見する。
輝くものすべて
All that Glitters
ある地球物理学者が月面で大きなダイヤモンドを発見し、嬉々として基地に帰還する。帰還して早々に彼の研究が成功したという地球からの報告書を手渡される。手渡した隊員は彼が2重に喜ぶと思っていたのに、何故か彼は落胆してしまう。
この空間を見よ
Watch this Space
月の上層大気を研究するため、ナトリウムを射出することになった。太陽の光を浴びるとナトリウムが輝き出すが、そこにはある文字が映し出されていた。
移住期間の問題
A Question of Residence
地球へ帰還することになったが、ソ連の宇宙船が故障してしまう。協議の結果、修理を諦めロシア人は米英の船で帰還すること、米英のどちらかが先に出発すること、が決まった。先に帰還した者がより大きな栄誉を手にすることは明らかだったが、「私」は何故か月に残ることを自ら申し出た。

## 経緯
『書誌学的な注釈』によると、クラークは当初、イヴニング・スタンダードの依頼を断っている。たった1500語で異質な環境を舞台にした物語を一般読者にも理解できるように書くことは不可能に思えたからだという。しかし後に興味深い挑戦だと考え直し、結局は依頼を引き受けた。このシリーズは好評だったようで、翌年の1957年には再び『天の向こう側』という6篇のSF短編をイヴニング・スタンダードに連載している。